# Fonologia de l'anglès
Com qualsevol llengua del món, l'anglès demostra una gran varietat dialectal en tots els territoris on es parla. És la llengua dominant de països com el Canadà, els Estats units, el Regne Unit, Irlanda, Austràlia, i Nova Zelanda, entre d'altres i, per tant, és complicat descriure cada varietat individual que ha sorgit a causa de la seva gran expansió territorial en els darrers segles. Si més no, aquesta guia tractarà de descriure els dos dialectes estàndard més estesos, el general american (GA) i el received pronunciation (RP), que són els dialectes estàndards dels EUA i Gran Bretanya, respectivament. Tot i així s'ha de tenir present que moltes altres varietats existeixen, i que han evolucionat independentment dels dialectes de prestigi.

## Fonemes
Un fonema és una representació abstracte d'un fon (un so de la parla) o d'un grup de fons que són percebuts com a equivalents i que distingeixen significat. Així, per exemple, en català, el fonema /d/ pot ser articulat com a oclusiva [d] a principi de paraula o després de nasal o pausa llarga, però és pronunciat com una consonant aproximant [ð] entre vocals o entre vocal i líquida. Així, /dada/ es pronuncia [daða], on el primer i el tercer sons difereixen en el grau d'obstrucció, però són percebuts com a part del mateix fonema. En canvi, l'anglès contrasta [ð] i [d], com en les paraules ladder [ˈlædə] i lather [ˈlæðə], per tant són fonemes diferents.
El nombre total de fonemes en anglès varia segons el dialecte, però generalment s'estableixen 24 fonemes consonàntics i 10-12 fonemes vocàlics.

### Consonants
Les consonants en anglès tenen unes característiques fonològiques complexes de contrastament on la distinció rau en la tensió de la consonant més que en la qualitat. Característiques com aspiració, glotalització, velarització, sonoritat, geminació, i llargària de vocals distingeixen consonants lenis de fortis ("febles" i "fortes" en llatí, respectivament). Les consonants fortis sempre són sordes i aspirades a començament de síl·laba (menys en clústers començats per /s/), i de vegades glotalitzades en coda vocàlica, mentre que les lenis són sempre no aspirades i no glotalitzades, i parcialment o completament sonores.
|                     |            | Labial | Dental | Alveolar | Post- alveolar | Palatal | Velar | Glotal |
| ------------------- | ---------- | ------ | ------ | -------- | -------------- | ------- | ----- | ------ |
| Nasal               | Nasal      | m      |        | n        |                |         | ŋ     |        |
| Oclusivea/ africada | fortis     | p      |        | t        | t͡ʃ             |         | k     |        |
| Oclusivea/ africada | lenis      | b      |        | d        | d͡ʒ             |         | ɡ     |        |
| Fricativa           | fortis     | f      | θ      | s        | ʃ              |         | x¹    | h      |
| Fricativa           | lenis      | v      | ð      | z        | ʒ              |         |       | h      |
| Aproximant          | Aproximant |        |        | l3       | r              | j       | w²    |        |

1. El fonema /x/ és emprat principalment en el dialecte escocès representat amb la grafia ch com en loch (llac).
2. En alguns accents més arcaïtzants', el fonema /ʍ/, representat amb el dígraf wh, contrasta amb /w/. Per tant, en aquestes dialectes, whales 'balenes' [ʍeɪlz] contrasta amb Wales 'Gal·les' [weɪlz].
3. El fonema /l/ pot ésser velaritzat en algunes posicions, com en coda vocàlica en anglès britànic feel 'sentir' [fi:ɫ], o en totes les posicions, tal com fa el català, en dialectes americans i escocesos.[2]

#### Exemples consonàntics
La taula presenta el contrast fonètic entre les consonants lenis i fortis.
| Fortis | Fortis   | Lenis | Lenis    |
| ------ | -------- | ----- | -------- |
| /p/    | pit      | /b/   | bit      |
| /t/    | tin      | /d/   | din      |
| /k/    | cut      | /ɡ/   | gut      |
| /tʃ/   | cheap    | /dʒ/  | jeep     |
| /f/    | fat      | /v/   | vat      |
| /θ/    | thigh    | /ð/   | thy      |
| /s/    | sap      | /z/   | zap      |
| /ʃ/    | dilution | /ʒ/   | delusion |
| /x/    | loch     |       |          |
| /h/    | ham      |       |          |
|        |          | /m/   | map      |
|        |          | /n/   | thin     |
|        |          | /ŋ/   | thing    |
|        |          | /j/   | yes      |
|        |          | /w/   | we       |
|        |          | /r/   | run      |
|        |          | /l/   | left     |

### Vocals
L'anglès té un elevat nombre de fonemes vocàlics, que poden variar més o menys segons el dialecte. Aquí sobretot veurem la distinció entre dos dels dialectes de prestigi a banda i banda de l'Atlàntic, el Received Pronounciation de les illes Britàniques i el General American de continent nord-americà. Hi ha unes quantes teories sobre quantes vocals tenen aquests dialectes, atesos els múltiples al·lòfons que presenten. El Longman Pronunciación Dictionary de John C. Wells considera que hi ha 23 vocals en RP, i 19 vocals pel GA, incloent-hi els diftongs. L'American Heritage Dictionary en canvi diu que hi ha 18 vocals en el dialecte nord-americà i 5 vocals més pels manlleus de paraules no angleses.

Les següents taules mostren els models vocàlics més acceptats dels dos dialectes estàndard prèviament esmentats.
|          | Anterior                | Anterior                | Central                 | Central                 | Posterior               | Posterior               |
| short    | long                    | short                   | long                    | short                   | long                    |                         |
| -------- | ----------------------- | ----------------------- | ----------------------- | ----------------------- | ----------------------- | ----------------------- |
| Tancada  | ɪ                       | iː                      |                         |                         | ʊ                       | uː                      |
| Mitjana  | e                       |                         | ə                       | ɜː                      |                         | ɔː                      |
| Oberta   | æ                       |                         | ʌ                       |                         | ɒ                       | ɑː                      |
| Diftongs | eɪ aɪ ɔɪ aʊ əʊ ɪə eə ʊə | eɪ aɪ ɔɪ aʊ əʊ ɪə eə ʊə | eɪ aɪ ɔɪ aʊ əʊ ɪə eə ʊə | eɪ aɪ ɔɪ aʊ əʊ ɪə eə ʊə | eɪ aɪ ɔɪ aʊ əʊ ɪə eə ʊə | eɪ aɪ ɔɪ aʊ əʊ ɪə eə ʊə |

|             | Anterior       | Anterior       | Central        | Posterior      | Posterior      |
| lax         | tense          | lax            | Central        | tense          |                |
| ----------- | -------------- | -------------- | -------------- | -------------- | -------------- |
| Tancada     | ɪ              | i              | ə              | ʊ              | u              |
| Semi-oberta | ɛ              |                | ə              | ʌ              | ɔ              |
| Oberta      | æ              |                | ə              |                | ɑ              |
| Diftongs    | aɪ ɔɪ aʊ eɪ oʊ | aɪ ɔɪ aʊ eɪ oʊ | aɪ ɔɪ aʊ eɪ oʊ | aɪ ɔɪ aʊ eɪ oʊ | aɪ ɔɪ aʊ eɪ oʊ |

La llista d'aquí a sota exemplifica la pronunciació de les vocals en context, fent la distinció entre lax i tense (relaxades i tenses). Aquesta llista mostra la pronunciació RP, vegeu les anotacions més avall per veure'n la pronunciació GA.

#### Vocals relaxades
/ɪ/ : fifteen (quinze), fish (peix), chips (patates fregides)
/ɛ/ : men (homes), to let (deixar)
/æ/ : man (home), cat (gat)
/ɒ/1 : hot (calor)
/ʊ/ : goods (mercaderies), to put (posar)
/ʌ/ : sun (sol), drunk (ebri, borratxo)
/ə/ : the dog (el gos)

#### Vocals tenses
/iː/ : sea (mar), to read (llegir)
/ɑː/1 : car (cotxe), dark (fosc)
/ɔː/ : bore (avorrir), law (llei)1
/uː/ : moon (lluna)
/ɜː/2 : first (primer), bird (ocell)

#### Diftongs
/aɪ/ : five (cinc), high (alt)
/eɪ/ : snake (serpent, serp), name (nom), Shakespeare
/ɔɪ/ : oil (oli), boy (noi)
/aʊ/ : cow (vaca), to count (comptar)
/əʊ/ o /oʊ/ : road (ruta, camí), old (vell)
/ɛə/ : hair (cabells), bear (ós)
/ɪə/ : beer (cervesa)
/ʊə/ : poor (pobre)
1. Els dialectes americans han fusionat /ɑ:/ i /ɒ/ en /ɑ/. Així, car 'cotxe' /kɑr/ i hot 'calent' /hɑt/ és pronuncien amb la mateixa vocal. El dígraf aw també es pronuncia com a /ɑ/ en GA.[4]
2. Pel fonema /ɜː/ en dialectes americans s'hi afegeix una petita erra per demostrar que efectivament es pronuncia la ròtica /ɝ/ que no es pronuncia en RP, com en paraules com first 'primer' /fɝst/.

## Fonotàctica

### Estructura sil·làbica
L'estructura sil·làbica de l'anglès és (C)(C)(C)V(C)(C)(C)(C), tot i que cinc consonants en la coda és excepcionalment rar amb un únic cas amb la paraula angsts 'angoixes' /æŋksts/.

#### Atac
Hi ha una idiosincràsia d'alguns parlars caracteritzada per la pèrdua de /j/ del grup consonàntic /(C)j/, denominada yod-dropping. En RP, mots amb /sj/ i /lj/ normalment es poden pronunciar amb la /j/ o sense: suit 'mudada' es pot pronunciar [suːt] o [sjuːt]. Alguns parlants, inclosos els britànics, consideren l'absència de iotacisme més moderna atès que en GA /j/ no hi és present després de /n/, /t/ i /d/. En els parlars gal·lesos es pot trobar amb altres combinacions, per exemple en /tʃj/.
Les següents combinacions són possibles en atac sil·làbic:
| Qualsevol consonant simple tret de /ŋ/                                                                                            | |
| Oclusiva més aproximant distinta de /j/: /pl/, /bl/, /kl/, /ɡl/, /pr/, /br/, /tr/, /dr/, /kr/, /ɡr/, /tw/, /dw/, /ɡw/, /kw/, /pw/ | play, blood, clean, glove, prize, bring, tree, drink, crowd, green, twin, dwarf, language, quick, puissance |
| Fricativa sorda més aproximant distinta de /j/: /fl/, /sl/, /fr/, /θr/, /ʃr/, /sw/, /θw/                                          | floor, sleep, friend, three, shrimp, swing, thwart                                                          |
| Consonant més /j/: /pj/, /bj/, /tj/, /dj/, /kj/, /ɡj/, /mj/, /nj/, /fj/, /vj/, /θj/, /sj/, /zj/, /hj/, /lj/                       | pure, beautiful, tube, during, cute, argue, music, new, few, view, enthusiastic, suit, Zeus, huge, lurid    |
| /s/ més oclusiva sorda: /sp/, /st/, /sk/                                                                                          | speak, stop, skill                                                                                          |
| /s/ més nasal: /sm/, /sn/ | smile, snow                                                                                                 |
| /s/ més fricativa sorda: /sf/ | sphere |
| /s/ més oclusiva sorda més aproximant: /spl/, /spr/, /spj/, /smj/, /str/, /stj/, /skl/, /skr/, /skw/, /skj/, /sfr/                | split, spring, spew, smew, street, student, sclerosis, scream, square, skewer, sfragistics                  |

#### Nucli
En nucli sil·làbic hi pot haver:
- Qualsevol vocal.
- /m/, /n/ i /l/ en algunes situacions.
- /r/ en varietats ròtiques com per exemple GA, en algunes situacions.

#### Coda
En coda sil·làbica hi pot haver:
| Qualsevol fonema consonàntic simple tret de /h/, /w/, /j/ i, en accents no ròtics, /r/                                       |                                                               |
| Aproximant lateral + oclusiva: /lp/, /lb/, /lt/, /ld/, /lk/                                                                  | help, bulb, belt, hold, milk                                  |
| En varietats ròtiques, /r/ + oclusiva: /rp/, /rb/, /rt/, /rd/, /rk/, /rg/                                                    | harp, orb, fort, beard, mark, morgue                          |
| Aproximant lateral + fricativa o africada: /lf/, /lv/, /lθ/, /ls/, /lʃ/, /ltʃ/, /ldʒ/                                        | golf, solve, wealth, else, Welsh, belch, indulge              |
| En varietats ròtiques, /r/ + fricativa o africada: /rf/, /rv/, /rθ/ /rs/, /rʃ/, /rtʃ/, /rdʒ/                                 | dwarf, carve, north, force, marsh, arch, large                |
| Aproximant lateral + nasal: /lm/, /ln/                                                                                       | film, kiln                                                    |
| En varietats ròtiques, /r/ + nasal o lateral: /rm/, /rn/, /rl/                                                               | arm, born, snarl                                              |
| Nasal + oclusiva homorgànica: /mp/, /nt/, /nd/, /ŋk/                                                                         | jump, tent, end, pink                                         |
| Nasal + fricativa o africada: /mf/, /mθ/ en varietats no-ròtiques, /nθ/, /ns/, /nz/, /ntʃ/, /ndʒ/, /ŋθ/ en algunes varietats | triumph, warmth, month, prince, bronze, lunch, lounge, length |
| Fricativa sorda + oclusiva sorda: /ft/, /sp/, /st/, /sk/                                                                     | left, crisp, lost, ask                                        |
| Dues fricatives sordes: /fθ/                                                                                                 | fifth                                                         |
| Dues oclusives sordes: /pt/, /kt/                                                                                            | opt, act                                                      |
| Oclusiva + fricativa sorda: /pθ/, /ps/, /tθ/, /ts/, /dθ/, /dz/, /ks/                                                         | depth, lapse, eighth, klutz, width, adze, box                 |
| Aproximant lateral + dues consonants: /lpt/, /lfθ/, /lts/, /lst/, /lkt/, /lks/                                               | sculpt, twelfth, waltz, whilst, mulct, calx                   |
| En varietats ròtiques, /r/ + dues consonants: /rmθ/, /rpt/, /rps/, /rts/, /rst/, /rkt/                                       | warmth, excerpt, corpse, quartz, horst, infarct               |
| Nasal + oclusiva homorgànica + oclusiva o fricativa: /mpt/, /mps/, /ndθ/, /ŋkt/, /ŋks/, /ŋkθ/ en algunas variedades          | prompt, glimpse, thousandth, distinct, jinx, length           |
| Tres obstruents: /ksθ/, /kst/                                                                                                | sixth, next                                                   |

Nota: certs parlants elideixen la fricativa que va abans de /θ/, de manera que en aquests no hi apareixerà fonèticament: /fɪfθ/ sinó [fɪθ], /sɪksθ/ es converteix en [sɪkθ], /twelfθ/ es converteix en [twelθ].

### Regles de les síl·labes
- L'atac i la coda son opcionals.
- /j/ després d'una obstruent inicial (/pj/, /bj/, /tj/, /dj/, /kj/, /fj/, /vj/, /θj/, /sj/, /zj/, /hj/, /mj/, /nj/, /lj/, /spj/, /stj/, /skj/) ha d'ésser seguida de /u:/ o de /ʊə/.
- Vocals llargues i diftongs no poden anar seguits de /ŋ/.
- /ʊ/ és rara en atac sil·làbic.
- No és possible oclusiva + /w/ ante /uː, ʊ, ʌ, aʊ/[5]
- Les seqüències /s/ + C1 + V̆ + C1, on C1 és la mateixa consonant tant al començament del grup consonàntic com a la coda i V̆ és una vocal curta, són pràcticament inexistents.[5]